# Forninhos
Forninhos é uma povoação portuguesa sede da Freguesia de Forninhos do Município de Aguiar da Beira, freguesia com 9,62 km² de área e 208 habitantes (censo de 2021), tendo, por isso, uma densidade populacional de 21,6 hab./km².
Localizada na extremidade sul do município, a Freguesia de Forninhos tem como vizinhos as freguesias de Dornelas, a norte, e de Pena Verde, a leste, e os municípios de Fornos de Algodres a sueste e de Penalva do Castelo, a sudoeste.

## História
Povoação e freguesia de Santa Marinha. Por decreto de 26 de Junho de 1896 foi anexada ao concelho de Trancoso, pois o concelho de Aguiar da Beira foi suprimido pelo mesmo decreto. Mais tarde, com a restauração do mesmo, por decreto de 13 de Janeiro de 1898, Forninhos passou novamente ao concelho (atual município) de Aguiar da Beira.

## Bandeira, Brasão e Armas
Orago - Santa Marinha Área - 9,62 Km2
Ordenação heráldica do brasão e bandeira (Publicada no Diário da República, III Série de 21 de fevereiro de 1997)
Armas - Escudo de vermelho, faixa murada de prata, lavrada aberta de quatro frestas de negro, com chamas de sua cor; em chefe, flor-de-lis de prata, entre uma espiga de trigo e em cacho de uvas, ambos de ouro e folhados de prata; campanha ondeada de prata e azul. Coroa mural de prata de três torres. Listel branco com a legenda a negro, em maiúsculas: “ FORNINHOS “.
Para visualização:  http://www.fisicohomepage.hpg.ig.com.br/agb-forninhos.htm

## Demografia
A população registada nos censos foi:
| Distribuição da População por Grupos Etários | Distribuição da População por Grupos Etários | Distribuição da População por Grupos Etários | Distribuição da População por Grupos Etários | Distribuição da População por Grupos Etários |
| -------------------------------------------- | -------------------------------------------- | -------------------------------------------- | -------------------------------------------- | -------------------------------------------- |
| Ano                                          | 0-14 Anos                                    | 15-24 Anos                                   | 25-64 Anos                                   | > 65 Anos                                    |
| 2001                                         | 27                                           | 26                                           | 137                                          | 82                                           |
| 2011                                         | 16                                           | 19                                           | 93                                           | 94                                           |
| 2021                                         | 10                                           | 16                                           | 88                                           | 94                                           |

## Património
- Santuário de Nossa Senhora dos Verdes
- Castro da Gralheira (S.Pedro)
- Antigo Povoado de São Pedro
- Igreja Matriz de Forninhos
- Capela de Santo António - Valagotes
- Miradouro Cabeço de Gato